# Piazza dei Re di Roma
Piazza dei Re di Roma o più semplicemente nota come Piazza Re di Roma è una piazza che sorge al confine fra i quartieri romani Appio Latino e Tuscolano nelle immediate vicinanze di Porta San Giovanni. I progetti per la realizzazione della piazza sono datati 1908 ma i lavori sono iniziati solamente nel 1920. La piazza è di grandi dimensioni e di forma circolare, e da essa partono a raggiera sei strade, tra cui via Appia Nuova. La sua superficie è di 2800 mq. La piazza oltre che a rappresentare un importante luogo di aggregazione funge anche da rotatoria. Nel 1980 è stata inaugurata una fermata della metropolitana linea A con sede proprio nella piazza, di conseguenza oltre ad essere munita di diverse uscite/entrate della metropolitana è stato anche installato un ascensore collegato direttamente alla stazione.

## Storia
La piazza è stata ideata nel 1908 ma la costruzione verrà effettuata nel 1920. La costruzione della piazza all'epoca doveva andare a rappresentare le basi su cui sarebbe nato il futuro quartiere, effettivamente la piazza fu costruita in un territorio all'ora ancora deserto e precedentemente occupato da campi agricoli. Così fu deciso di realizzare una piazza circolare da cui partivano a raggiera sei strade, fra cui ovviamente via Appia Nuova, che vedeva l'inizio a porta San Giovanni. Le sei strade spianate all'epoca, e ancora esistenti oggi, sono: via Appia Nuova, la quale interseca la piazza in due punti precisamente opposti fra di loro, così rendendo la via doppiamente presente sia in zona San Giovanni e sia nei successivi quartieri a sud-est della piazza, via Cerveteri, via Albalonga, via Aosta e via Vercelli, la quale si incontra con via Pinerolo dando origine a Largo Vercelli il quale si affaccia proprio sulla piazza. Successivamente alla sua costruzione furono innalzati i primi palazzi in zona Piazza Re di Roma. Un'altra differenza dalla originaria piazza rispetto a quella attuale è il fatto che un tempo era attraversata interamente da via Appia Nuova rendendo così le parti pedonali solamente quelle laterali.

## Toponomastica
Il nome della piazza, come si può facilmente intuire è intitolata ai celebri sette re di Roma. Infatti durante la realizzazione della piazza insieme a tutte le vie che la circondano, fu scelto che i nomi delle antiche località Romane sarebbero state le protagoniste dell'odonimia delle vie e delle piazze del quartiere.